# Гаврилюк Микола Степанович
Микола Степанович Гаврилю́к (27 листопада 1927, Михнів — 20 червня 1998, Сімферополь) — український живописець; член Спілки радянських художників України з 1970 року.

## Біографія
Народився 27 листопада 1927 року в селі Михнові (нині Шепетівський район Хмельницької області, Україна). Протягом 1946—1951 років навчався у Сімферопольському художньому училищі, був учнем Михайла Крошицького, Михайла Щеглова. Дипломна робота — картина «На колгоспному току» (керівники Валентин Бернадський, Федір Захаров).
З 1970 року працював на Кримському художньо-виробничому комбінаті. Мешкав у Сімферополі в будинку на вулиці Київській, № 88, квартира № 57 та у будинку на вулиці Дружби, № 62, квартира № 14. Помер у Сімферополі 20 червня 1998 року.

## Творчість
Працював у галузі станкового живопису, створював пейзажі, натюрморти. Серед робіт:
- «Дари Криму» (1952);
- «Овочі» (1956);
- «Річка Горинь» (1957);
- «Осінь в Судаку» (1959);
- «Троянди» (1960);
- «Біля Нового Світу» (1961);
- «Азов'я» (1965);
- «Листопад у Криму» (1966);
- «Вечір» (1967);
- «Молоді тополі» (1970);
- «На Карадазі» (1975);
- «Рибацьке село» (1977);
- «Севастопольська бухта» (1978);
- «Околиці Гурзуфа» (1980);
- «Початок весни» (1983);
- «Сонячний день» (1985);
- «Околиці Судака» (1986);
- «Виноградники» (1995).

Брав участь в обласних, республіканських, всесоюзних мистецьких виставках з 1950 року.